# Patricia Loison
Pour les articles homonymes, voir Loison (homonymie).
Patricia Loison, née le 16 février 1971 à New Delhi, en Inde, est une journaliste et animatrice de télévision française d'origine indienne.
À partir de la rentrée de septembre 2019, et après une parenthèse professionnelle de 3 ans, elle présente le journal du soir du service public, déplacé à cette date de la chaîne France 3 sur France Info.

## Biographie

### Jeunesse
Enfant, Patricia Loison est pensionnaire dans un orphelinat de New Delhi en Inde. À l'âge de six mois, elle est adoptée par un couple de Français et grandit à Paris.
Elle poursuit des études de journalisme à l'École supérieure de journalisme de Lille (67e promotion) et décroche un master en Journalisme international.

### Carrière
Journaliste spécialisée dans l'actualité internationale, Patricia Loison présente de 1994 à 2004 Le journal du monde sur la chaîne d'information en continu LCI.
À partir de 2005, elle travaille pour la chaine concurrente i>Télé, où elle présente Le journal de l'international puis le magazine quotidien Un jour dans le monde.
En septembre 2009, elle rejoint France 3 pour succéder à Laurent Bignolas aux commandes de l'émission Faut pas rêver. La reprise en main de l'émission lui vaudra certaines critiques positives dans la presse écrite malgré la baisse d'audience[réf. souhaitée],,.
Fin janvier 2011, elle devient la présentatrice du journal télévisé Soir 3 en semaine sur France 3,, Tania Young lui succédant à la présentation de Faut pas rêver. En septembre de la même année, elle succède à Élise Lucet à la présentation du magazine d’investigation Pièces à conviction. 
À partir du 25 mars 2013, après des aménagements réalisés au Soir 3 (édition plus longue, débats, etc.), elle est accompagnée de Louis Laforge et le Soir 3 devient par la même occasion le Grand Soir 3. Mais, du fait des audiences moyennes réalisées, et à la suite du départ de Thierry Thuillier, Louis Laforge est évincé. Après avoir présenté ensemble l'édition du 25 juin 2015, elle annonce le 26 juin que Louis Laforge quitte la présentation du Grand Soir 3 et fait un petit discours en son honneur.
À compter du 28 juin 2015, elle présente seule le Soir 3, réinstauré dans son format d'origine. À partir du 26 juin 2016, elle est remplacée pour la période estivale par Anne Bourse, puis Francis Letellier à partir de septembre 2016.
À la rentrée 2019, après une parenthèse professionnelle de 3 ans, elle remplace Francis Letellier à la tête du journal du soir du service public (Le 23h), qui est déplacé de France 3 (disparaissant de la grille le 25 août 2019) à la chaîne France Info, où elle travaillera avec une grande partie de ses anciennes équipes du Soir 3. Elle occupe ce poste jusqu'à l'été 2022, et poursuit sa présence à l'antenne dans Le Monde de Loison. 
Elle devient en 2024 directrice de l'Alliance française de Delhi.

### Engagement
Patricia Loison est l'ambassadrice de l'ONG Plan International (droits des enfants dans les pays en développement).

### Vie privée
À la fin de la saison 2015-2016, Patricia Loison prend un congé de deux ans pour suivre avec sa famille, son mari, directeur commercial dans l’aéroportuaire, parti travailler au Japon,. Elle revient en France à l'été 2019.

## Publication
- Patricia Loison, Je cherche encore ton nom, coll. « Documents, témoignages », Fayard, 2019, 216 p.  (EAN 9782213709499) [présentation en ligne]

Récit écrit à la première personne de son enquête, plus de quarante ans après, sur les traces de sa mère biologique en Inde.